# Infiniti QX30
Infiniti QX30 — компактний кросовер, який вироблявся Infiniti, люксовим підрозділом Nissan з 2016 по 2019 роки.

## Опис

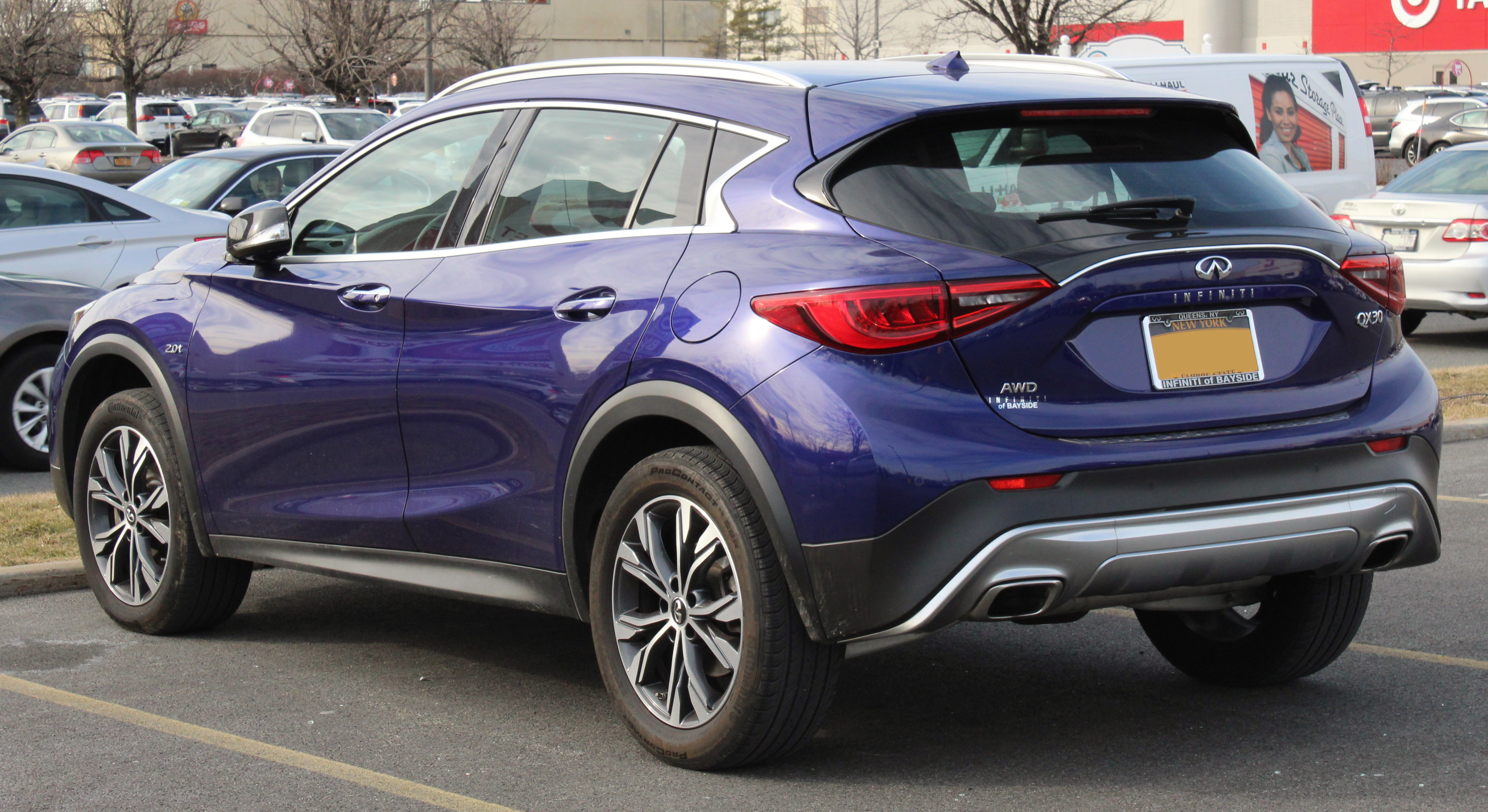
Infiniti QX30 2.0t AWD

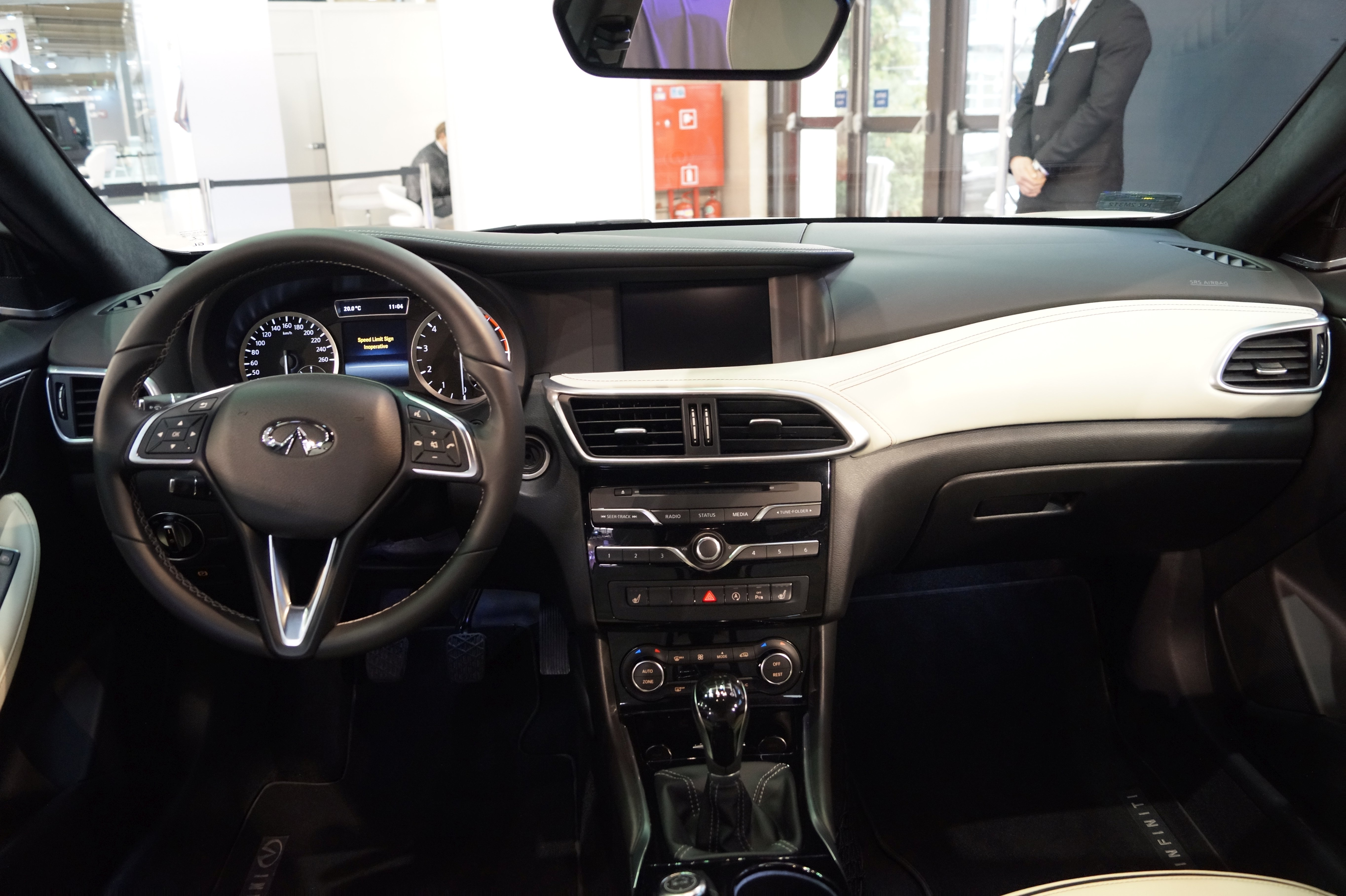

Прем'єра концепту відбулася 3 березня 2015 року на автосалоні в Женеві.
Кросовер базується на платформі MFA від Mercedes-Benz. Автомобіль пропонується з чотирициліндровими моторами, основними є бензинові агрегати, для деяких країн, пропонують і дизельні версії. Опціонально доступна система повного приводу.
Від Infiniti Q30 QX30 відрізняється збільшеними до 18 дюймів колесами (можна також замовити автомобіль з колесами 21 дюйм) і на 30 мм дорожнім просвітом. Також трохи відрізняється висота і ширина колії. В іншому автомобілі практично однакові.
Виробляють модель Infiniti будуть на заводі в Сандерленді (Велика Британія).
Випуск моделі QX30 почався на початку 2016 року.

## Двигуни
- 2.0 л M270 Р4 Turbocharged 211 к.с.
- 2.2 л OM651 Diesel Р4 170 к.с.

Основний 2.0-літровий чотирьохциліндровий бензиновий турбодвигун на 211 кінських сил і 350 Нм компонується  семиступінчастою автоматичною коробкою передач з подвійним зчепленням. Розгін відбувається за 7.3 секунди. Витрата пального перебуває на рівні 8.9 л/100 км у міському, 5.7 л/100 км у заміському та 6.9 л/100 км у змішаному циклах. Як альтернатива пропонується 2.2-літровий чотирьохциліндровий дизельний турбодвигун на 170 кінських сил і 350 Нм. Пару йому складає та сама коробка передач. Сотні кросовер досягає за 8.5 секунди. Витрата пального становить 6.0 л/100 км у місті, 4.3 л/100 км за його межами і 4.9 л/100 км у середньому.